# Lisselbo, Heby kommun
Lisselbo är en by i Östervåla socken, Heby kommun.
Lisselbo omtals i dokument första gången 1541. Under 1500-talet upptas det i jordeboken som ett frälsetorp om 1/2 mantal lydande under Aspnäs gård. Mestadels har här endast funnits en gård, 1685-1699 fanns här två gårdar.